# Margherita Magnani
Margherita Magnani (née le 26 février 1987 à Cesena) est une athlète italienne, spécialiste du 1 500 m.
Elle se révèle en 2013, y compris au niveau international, année où elle remporte le titre national en salle en 2013 et obtient son record personnel sur 1500 m de 4 min 6 s 34 à Mersin. Cette même année, elle participe aux Championnats d'Europe en salle (éliminée), aux Championnats d'Europe par équipes, aux Jeux méditerranéens et aux Universiades de Kazan, où elle termine à chaque fois 4e, mais aussi aux Championnats du monde de Moscou, éliminée dès les séries. En février 2014, elle bat le record national du 1 000 m en salle. Le 19 juillet 2014, elle bat son record personnel en 4 min 6 s 05 à Heusden-Zolder. En 2015, elle participe sans grand succès aux Championnats du monde à Pékin avant de remporter la médaille d'argent lors des Jeux mondiaux militaires de 2015.
Le 18 juillet 2016, elle est sélectionnée dans l'équipe italienne qui participera aux Jeux de Rio, après avoir obtenu un résultat satisfaisant lors du meeting de Heusden en 4 min 7 s 91, son meilleur temps de la saison.